# The Moon and the Sun
The Moon and the Sun è un romanzo ucronico di Vonda McIntyre pubblicato nel 1997 e vincitore del Premio Nebula per il miglior romanzo nel 1997.

## Trama
Luigi XIV di Francia, dopo aver conquistato l'egemonia sull'Europa, decide di inviare il filosofo gesuita Yves de la Croix alla ricerca di un mostro marino mitologico, la cui carne dovrebbe garantire al sovrano l'immortalità.
Al momento del rientro, de la Croix porta al sovrano un mostro marino ancora vivo, che tuttavia si rivelerà molto diverso da quello che il sovrano e il frate credevano. Ad accorgersi della personalità dell'essere sarà la sorella di de la Croix, Marie-Josèphe.

## Edizioni
- Vonda McIntyre, The Moon and the Sun, traduzione di L. Vetta & A. Campanozzi, Collana Extra, Gargoyle, 2015,  p. 527.